# コンメディア・デッラルテ

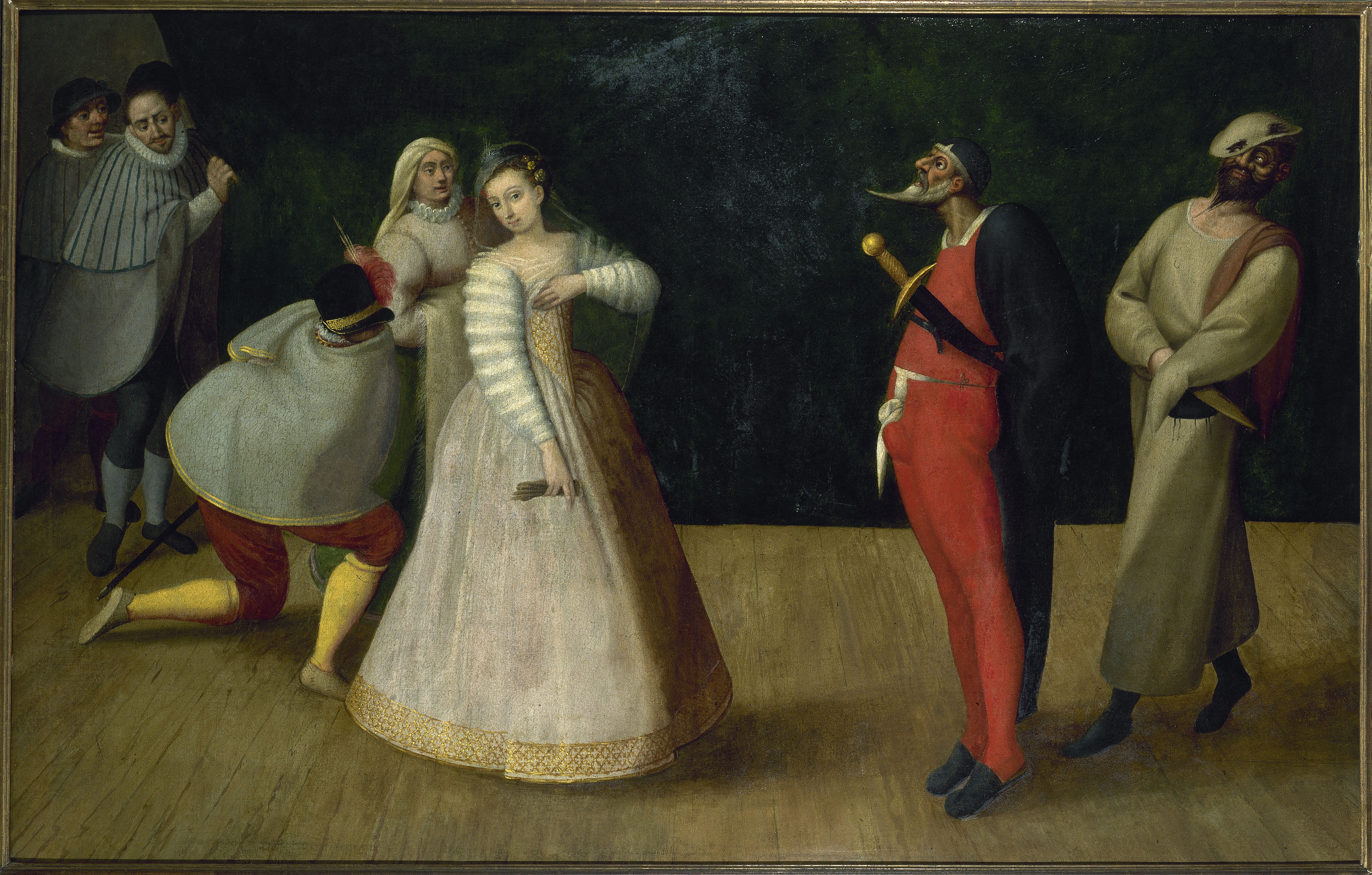
コンメディア・デッラルテ

コンメディア・デッラルテ（イタリア語: Commedia dell'arte）は、仮面を使用する即興演劇の一形態。16世紀中頃にイタリア北部で生まれ、主に16世紀頃から18世紀頃にかけてヨーロッパで流行し、現在もなお各地で上演され続けている。コメディア・デラルテとした日本語表記もある。

## 概要
コンメディア・デッラルテの起源は、一説では古代ローマの「アテルラナ」ではないかと言われている。アテルラナは、コンメディア・デッラルテのように、ストックキャラクターを用い即興演技によって行われる風刺喜劇だった。
カトリック教会が演劇を抑圧していた500年ほどの期間に、アテルラナは他の様々な演劇のスタイルと共に歴史の表舞台から消えてしまう。その間、旅回り芸人のスタイルとして残り、民衆のなかで上演されていくうちにゆっくりと洗練されていき、ルネサンス以降にコンメディア・デッラルテとして世に現れたとも考えられる。だが、記録上の確証はない。
コンメディア・デッラルテでは、俳優達が類型的なキャラクター（ストックキャラクター）をユーモラスに演じる。そして、類型的な状況設定（ストック・シチュエーション）をベースに即興的に物語を展開していく。初期のコンメディア・デッラルテの一座は旅回りをし、屋外に設置した簡易舞台などで上演した。後には常設舞台でも上演されるようになった。上演内容には、時事問題や醜聞などの「話題の出来事」や、上演場所の地域色が積極的に取り入れられた。
コンメディア・デッラルテは観客を楽しませるために様々な手段を使った。演技は誇張され、やがてラッツィと呼ばれる独特の笑いのテクニックも編み出されていった。時にはパントマイムやジャグリング、アクロバットなどの身体表現も交えて演じられた。スラップスティック（相方を打ち据えるための棒）のような小道具も、観客を笑わせるために用いられた。女性が演劇をすることがあり得なかった時代に、女優を舞台上に登場させたことも特筆に値する。また、職業俳優集団の最も古い形態とも言われている。
コンメディア・デッラルテは、発祥の地のイタリアのみならず、ヨーロッパ各地で幅広い層に受け入れられた。イギリスのシェイクスピアやフランスのモリエールなどの劇作家にも大きな影響を与えた。また、オペラ・ブッファの諸作品やレオンカヴァッロの『パリアッチ』、リヒャルト・シュトラウスの『ナクソス島のアリアドネ』、プッチーニの『トゥーランドット』等、シナリオや劇構成にコンメディア・デッラルテの要素を取り入れたオペラ作品も数多い。
現代においても、コンメディア・デッラルテの手法は継承され続けている。また、コンメディア・デッラルテの方法論を研究し、俳優の訓練法や上演に活かそうとする現代劇の実演家・実演団体も存在する。

## ストック・キャラクター

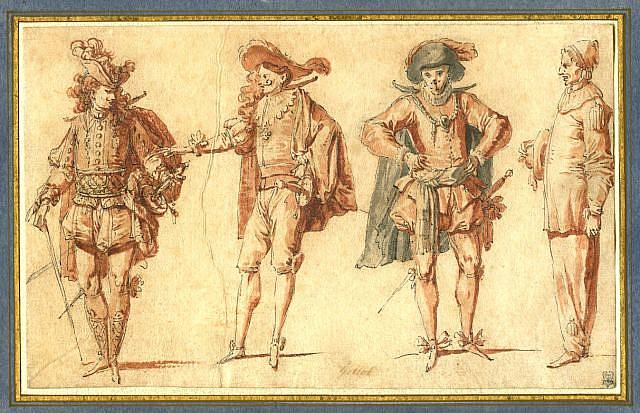
4人の紳士とピエロ

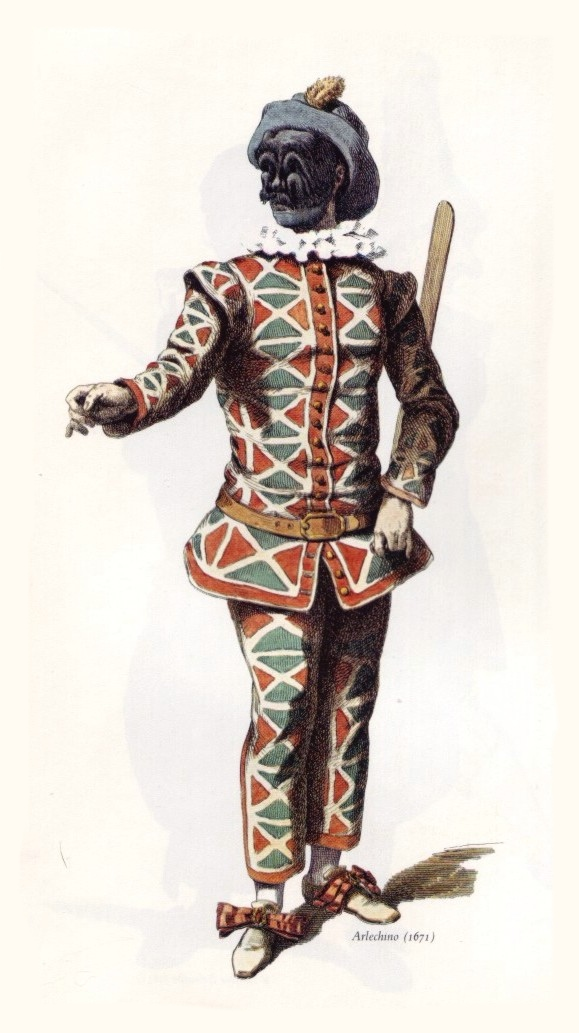
アルレッキーノ
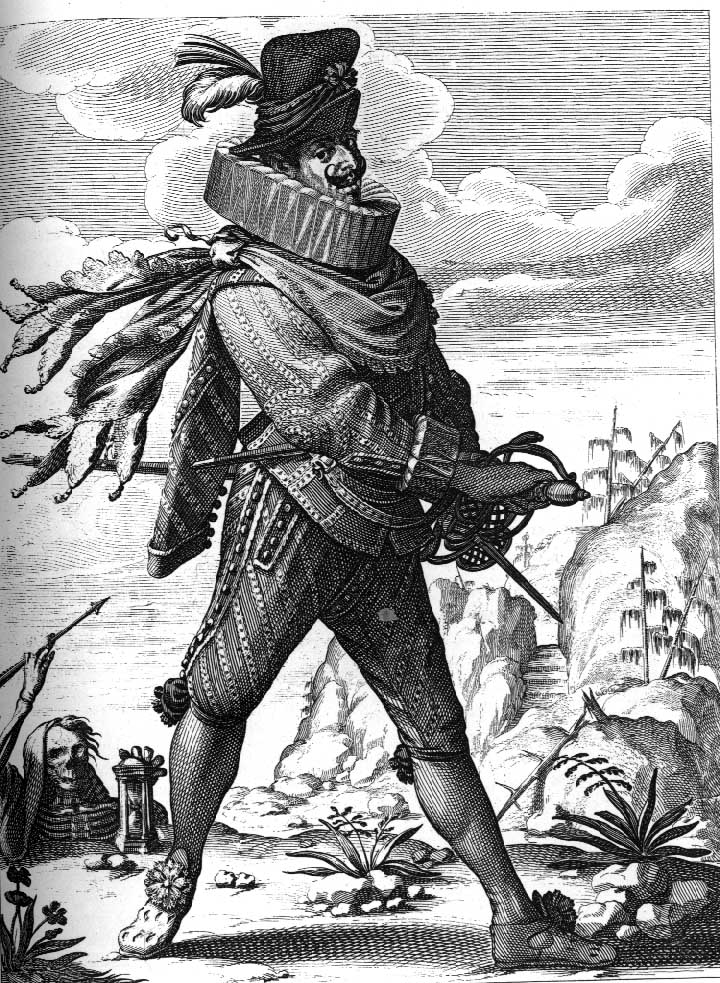
イル・カピターノ
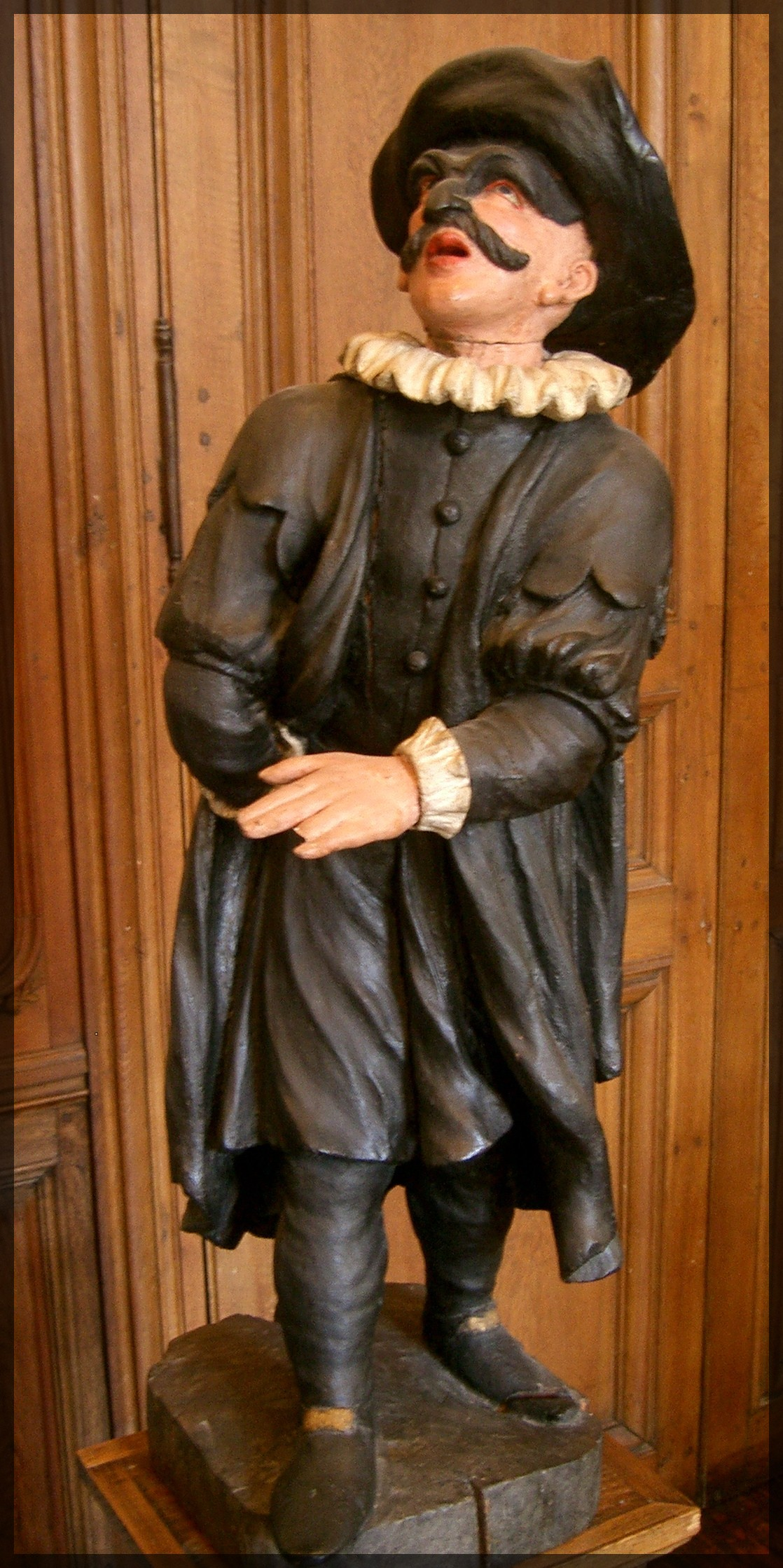
イル・ドットーレ
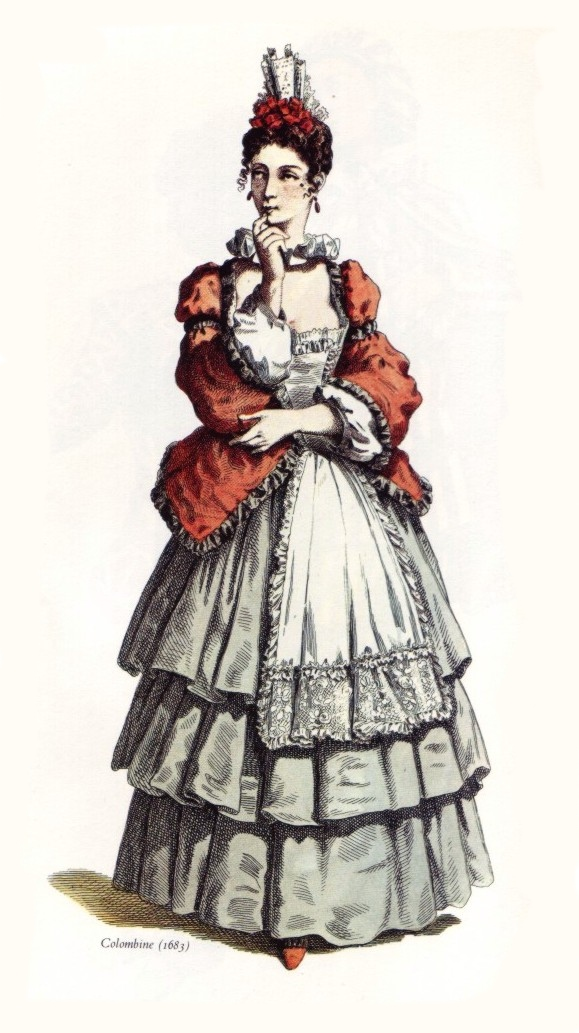
コロンビーナ
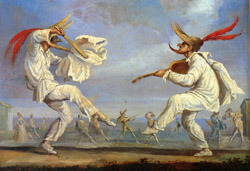
ザンニ
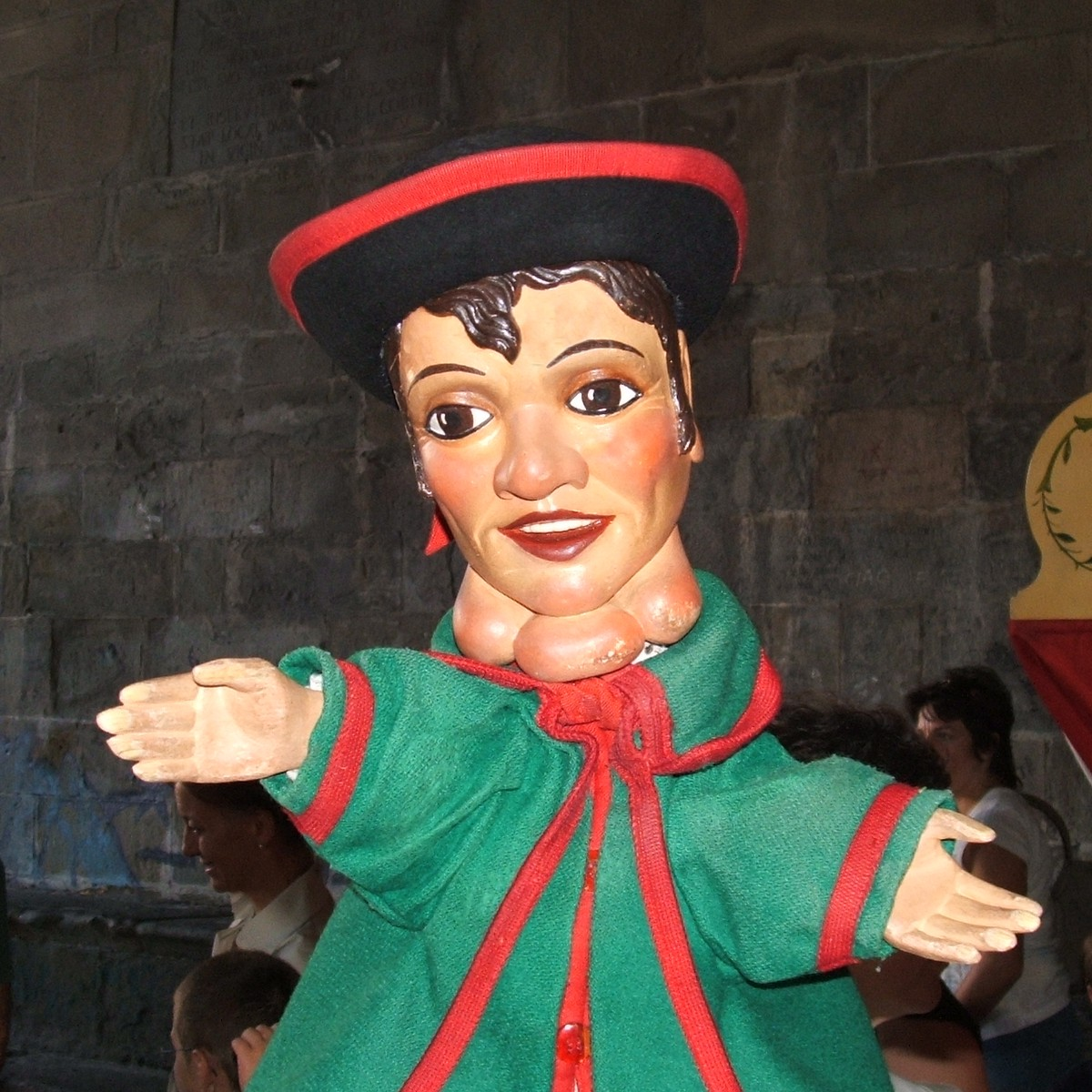
ジョッピーノ
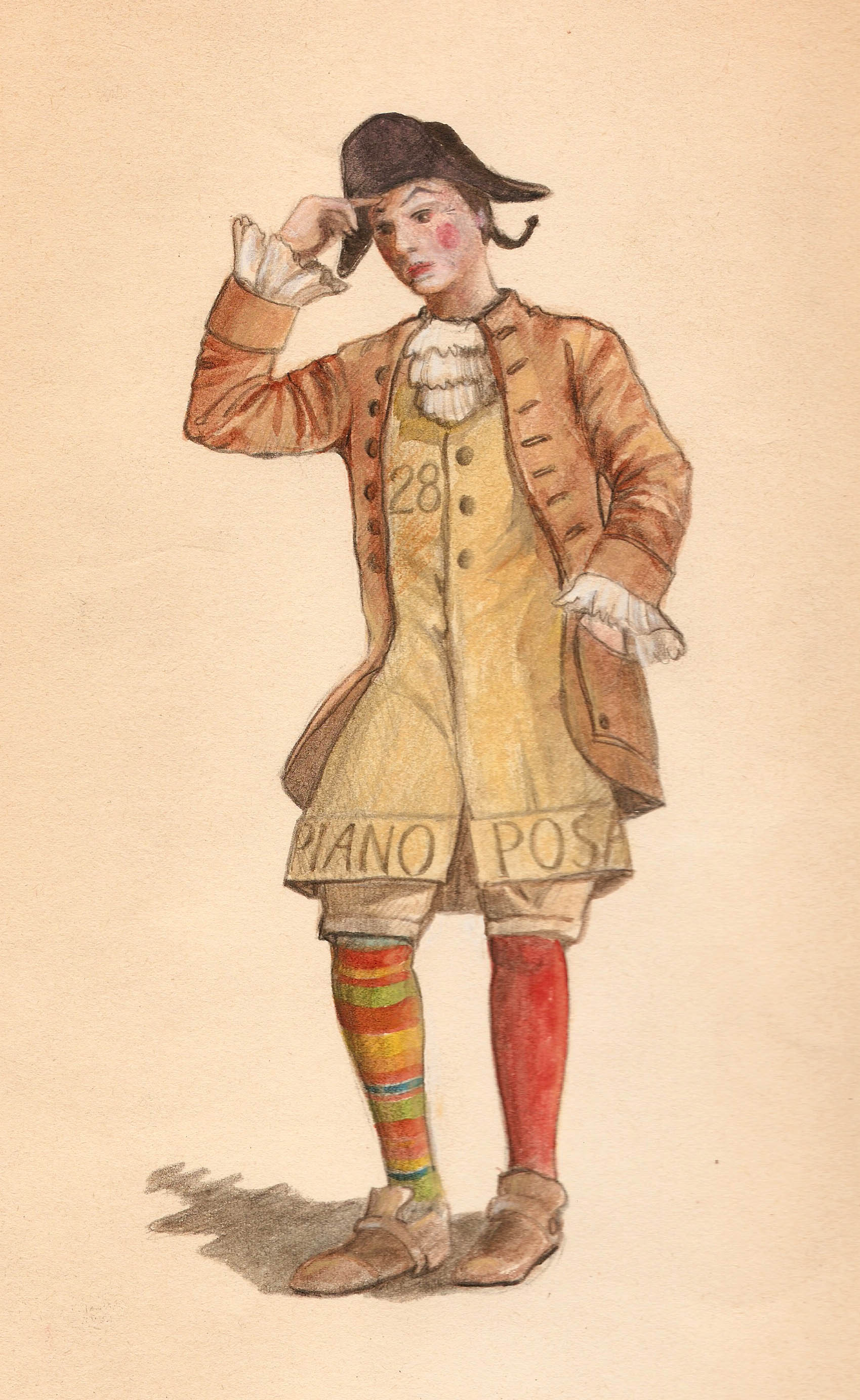
ステンテレッロ
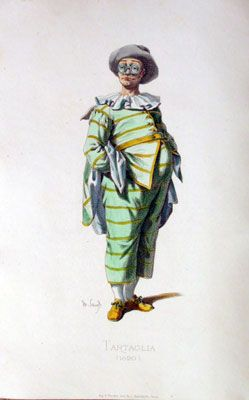
タルタリア
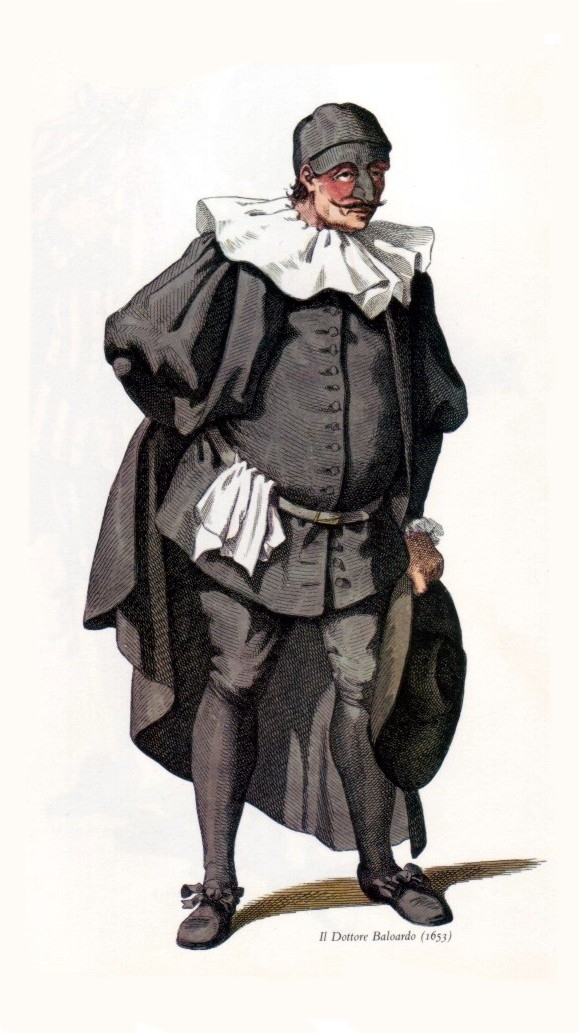
バランゾーネ
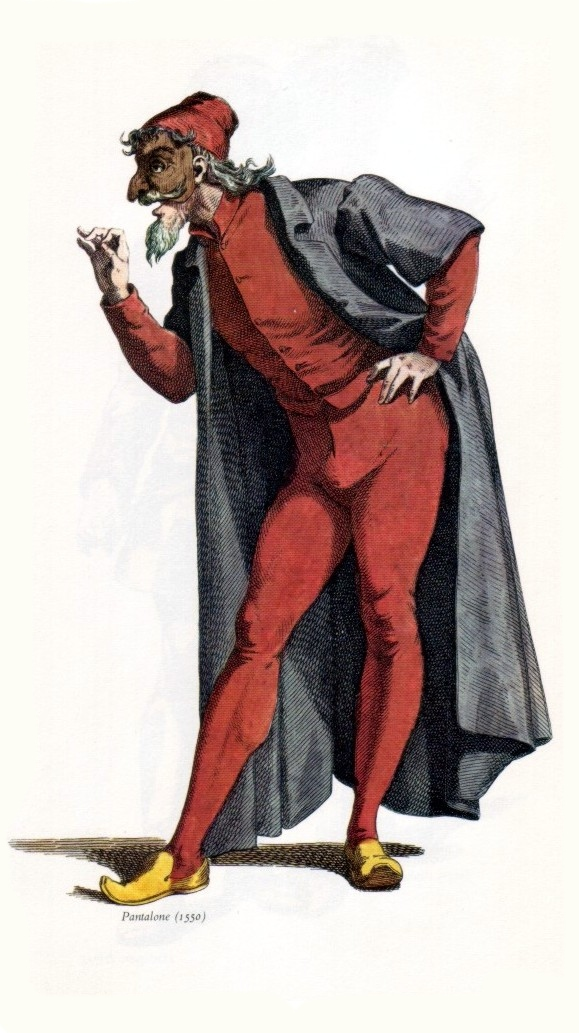
パンタローネ
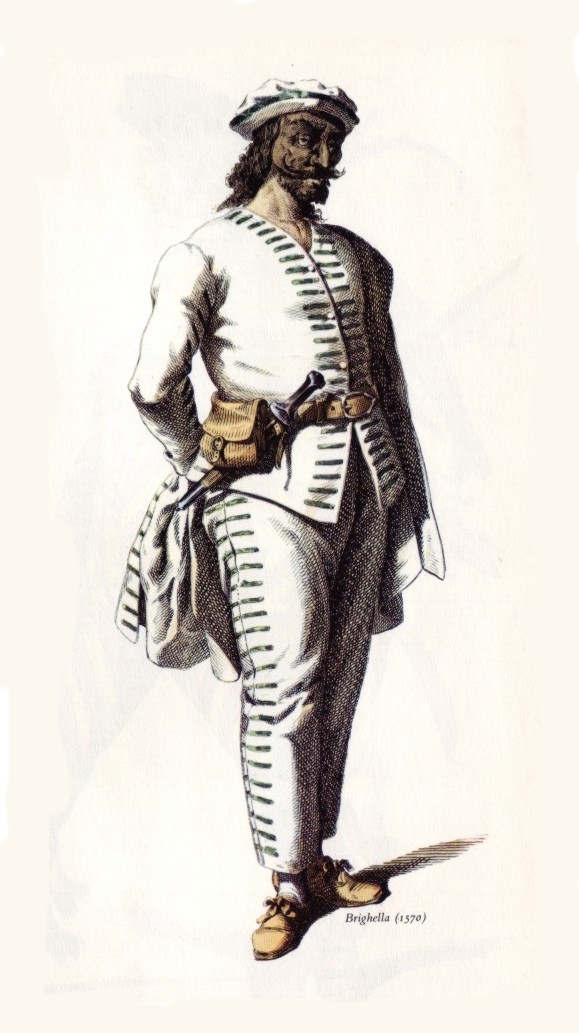
ブリゲッラ
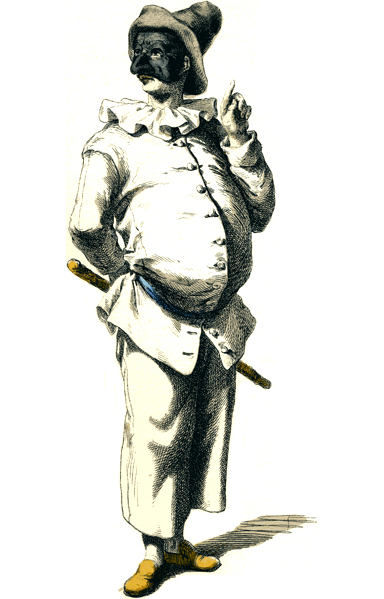
プルチネッラ
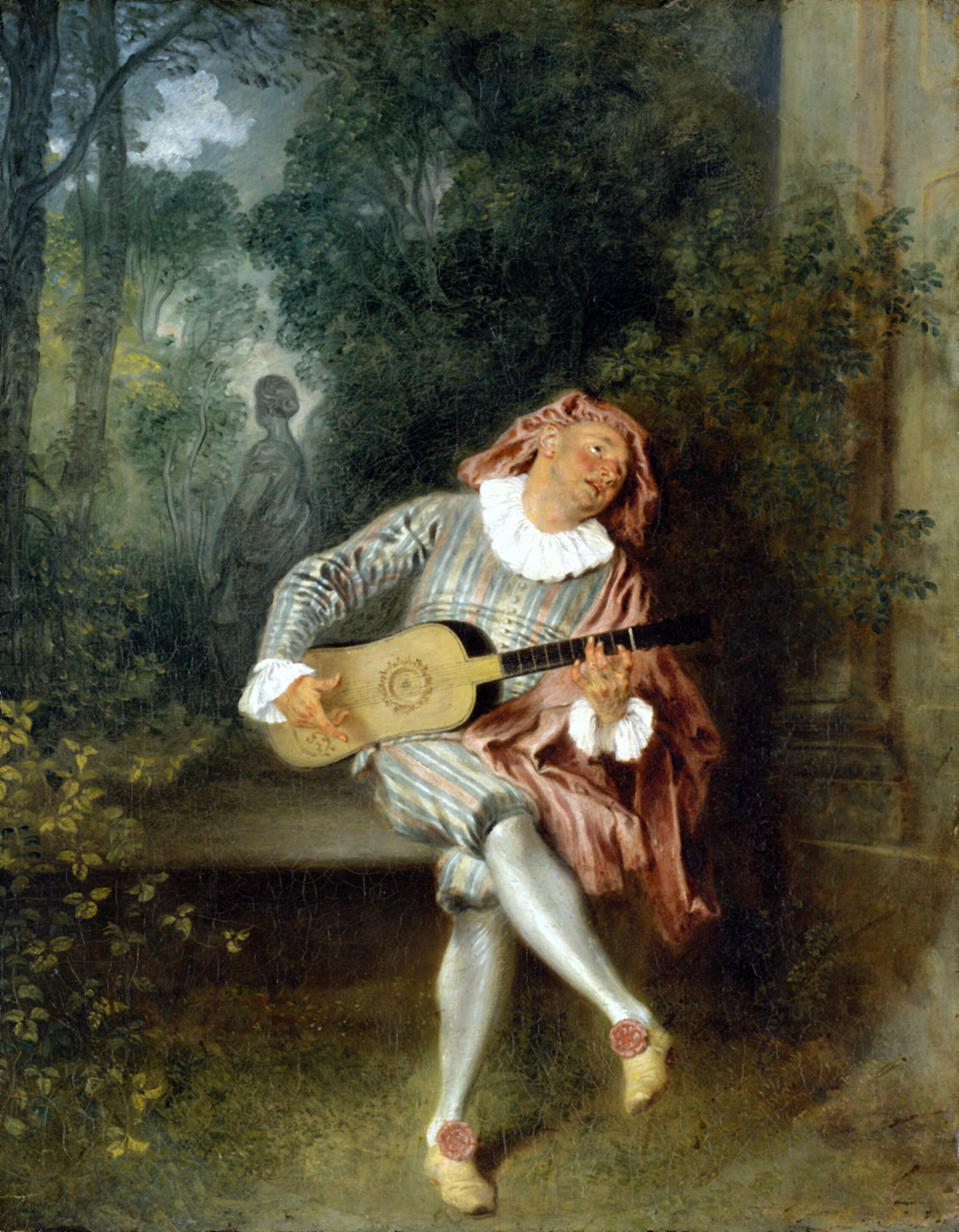
メッツェッティーノ

コンメディア・デッラルテの登場人物は、それぞれ特有の名前を持ち、性格・服装・仮面・演技スタイルなどに類型的な特徴を備えている。例えば、「パンタローネ」はあご髭を生やした年寄りの商人で、偉そうな態度を取るがだまされやすく好色。「カピターノ」は軍人で、戦いの自慢話ばかりするが臆病者、といった具合である。
こういったキャラクター群は、ストック・キャラクターと呼ばれる。ストック・キャラクターから選んだ幾つかの登場人物を俳優達が演じ、不倫、嫉妬、老いの悩みや滑稽さ、恋愛などを題材とする類型的なシチュエーション（ストック・シチュエーション）での物語を、即興的に展開していく。
こうした決まりきった役を予定調和的な見せ方で演じるという特徴は、観客のキャラクターに対する理解を早め、純粋に俳優の演技を楽しむことに集中させるという利点を持つ。俳優の側としても、仮面と衣装を付けることでその役になりきりやすくなるという利点があるが、技術的には奥が深く、習得には修練と経験を要する。多くの場合、俳優は特定のキャラクターを専門に演じる。
以下に、ストック・キャラクターの代表例を挙げる。これは「類型的な」説明に終始しており、時代や一座や物語の内容などによって、設定が異なる場合がある。例えば「コロンビーナ」は、誰かの恋人役で現れることもあれば、人妻役で登場することもある。
アルレッキーノ (Arlecchino)
軽業師、道化師。ペテン師だが、極悪非道ではないという性格づけをされている。フランスではアルルカン、イギリスではハーレクインとも呼ばれている。他の登場人物を打ち据えるためのバトン（後のスラップスティック）を持っている。猫の面を被り、赤・緑・青のまだら模様の衣装を着ている。この模様は、デザインの古いモチーフの一つとして今も残っており、道化の衣装の起源とされている。
イル・カピターノ (Il Capitano)
語義は「隊長 (the Captain)」。かつての戦士。戦さでの手柄を自慢しており、人々の尊敬も集めているが、その手柄は別の者が立てたもので、実は臆病者という設定。衣装としては軍服を着ることが多い。パンタローネがカピターノの娘と結婚したがっている、という状況が描かれることがある。
イル・ドットーレ (Il Dottore)
語義は「博士、医者」。初老の男。博学で饒舌だが、その発言はほとんど意味を成さない。異性に対して容赦のない冗談を無数に飛ばす。しばしばパンタローネの友人として登場する。パンタローネの別人格。
インナモラーティ (Innamorati)
恋をする若者達。恋の成就に困難が立ち塞がるが、最後には結ばれる筋書きで演じられる。男をインナモラート、女をインナモラータと言う。マスクは被らず、脚本の指定がない限りは、最新のファッションを着用する。歌や楽器演奏や詩の暗唱を求められることがしばしばあるため、演者はそれらにある程度精通しておく必要がある。
カッサンドロ (Cassandro)
老人をあらわす仮面。パンタローネと同様の特性を持つ。
コロンビーナ (Colombina)
インナモラータに仕える女の召使い。アルレッキーノの恋人。肉体的魅力で周囲を惹き付ける。無学だが生まれながらの知恵を持っている。ぼろぼろでつぎはぎだらけの服を着ている。アルレッキーナと呼ばれることもあり、その際はアルレッキーノと同じようにまだらの道化服を着用する。通常は、仮面を使用しない。小道具としてタンバリンを持っていることがあり、パンタローネがしつこく言い寄ってくるのをかわす目的で使用することもある。女性が演じる役。
ザンニ (Zanni)
初期のコンメディア・デッラルテに登場する、召使いキャラクターの原型。年寄りで、白いだぶだぶのスモックとパンツを着用している。後に、役割が細分化し、キャラクターの性質によって、アルレッキーノ、ブリゲッラ、プルチネッラ、ピエロなどに分かれていった。前述の古代ローマの「アテルラナ」にも、ザンニに類似するキャラクターが登場する。
ジャンドゥーヤ (Gianduja)
正直者の農民。トリノとピエモンテ地方の仮面。三角帽子と赤い縁取りのついた茶色の上着を着る。ワインと美食、きれいな娘が好きだが恋人はジャコメッタ (Giacometta) 一人だけ。ピエモンテ語版ウィキペディアのマスコットとなっている。
ジョッピーノ (Gioppino)
3つの甲状腺腫を持つ。ベルガモ地方の仮面。
スカピーノ (Scapino)
楽器を持つ。モリエールの『スカパンの悪だくみ』で有名になった。
ステンテレッロ (Stenterello)
7世紀の終わりから存在するトスカーナの財産を多数所持した男。フィレンツェの仮面。
スカラムーシュ(Scaramouche)
ザンニとイル・キャピターノの特徴を併せ持つ、黒い服に白塗りの顔をしており、「短気で、抜け目がなく、柔軟で、うのぼれた」キャラクターとされる。その態度からしばしハーレクインに殴られた。
コンメディア・デラルテの中では異質な「仮面を被らない」という特徴を持つ。
タルタリア (Tartaglia)
公証人の老人。半ば盲目でどもり者
バランゾーネ (Balanzone)
イル・ドットーレ（医者）としても知られる。真剣なうぬぼれ屋。
パリアッチ（オ） (Pagliaccio)
現在の「クラウン」の祖。
パンタローネ (Pantalone)
金持ちで、欲深で、色欲旺盛な老商人。男らしさと精力の象徴として大きな股袋（コドピース）を股間に付けている。役柄として、インナモラータの親とされたり、イル・カピターノやイル・ドットーレの友人や商売仲間とされたりすることがある。パンタローネによる商売の計画が召使いザンニによって妨害されるのがお決まりのパターン。
ブリゲッラ (Brighella)
守銭奴の小悪党。アルレッキーノの相棒。衣装としては、ぶかぶかの白いスモックを着用する。バタッチオと呼ばれるスラップスティックを携帯することがある。緑色の、並はずれた性欲と金銭欲を強調する半マスク（口の部分を隠さないマスク）を被る。モリエールの戯曲「スカパンの悪だくみ」に出てくるスカパンの原型。
プルチネッラ (Pulcinella)
猫背のだまされやすい男。鷲鼻の黒いマスクを被り、白い外套を着ている姿で現れることが多い。イギリスではパンチと呼ばれ、19世紀頃には人形劇の「パンチ・アンド・ジュディ」ショーへと変化し人気を博した。「パンチ・アンド・ジュディ」は、後にハリソン・バートウィッスルとマイケル・フィニスィーによってオペラにもなるなど、様々な芸術分野で題材として取り上げられている。フランスにおけるピエロの起源を、このプルチネッラとする説もある。
ペドロリーノ (Pedrolino)
現在ではピエロとして知られるキャラクター。白いマスクを被った夢想家で、繊細な性格。召使い役で現れ、物語を引っかき回したり、インナモラーティの恋の仲立ちをしたりする。
メッツェッティーノ (Mezzettino)
利口でトリックスター的なザンニ。
ラ・ルッフィアーナ (La Ruffiana)
母親かうわさ好きな都会の女性で、恋人たちに関わりを持つ。魔女の役割を持つことも。
サンドローネ（Sandrone）
- アルレッキーノ
- イル・カピターノ
- イル・ドットーレ
- コロンビーナ
- ザンニ
- ジョッピーノ
- ステンテレッロ
- タルタリア
- バランゾーネ
- パンタローネ
- ブリゲッラ
- プルチネッラ
- メッツェッティーノ

## コンメディア・エルディータ
コンメディア・エルディータ (Commedia erudita) はコンメディア・デッラルテと同じく仮面をつけて行われる喜劇である。しかしコンメディア・デッラルテが即興で行われるのに対し、コンメディア・エルディータは戯曲をもとに演じられる点が大きく違う。